# Goldfrapp
Goldfrapp este o formație engleză de muzică electronică înființată în anul 1999. Ea se compune din Alison Goldfrapp și Will Gregory, dintre aceștia doar Alison oferind suport vocal înregistrărilor promovate de grup, ea fiind și singura care apare pe majoritatea coperților albumelor, discurilor single și în videoclipuri. Primul album de studio al grupului, Felt Mountain, a fost lansat în toamna anului 2000, însă nu a înregistrat performanțe deosebite. Cel de-al doilea material discografic de studio, Black Cherry, a fost promovat la peste doi ani distanță, el incluzând șlagăre precum „Strict Machine” sau „Train”, primul ocupând locul 1 în Billboard Hot Dance/Club Play. Black Cherry a marcat creșterea popularității grupului, lucru dovedit de discul de platină obținut în Regatul Unit.
Discul a fost urmat de un nou succes, materializat prin Supernature, lansat în vara anului 2005. Acesta s-a comercializat în aproximativ un milion de exemplare la nivel mondial și a primit o nominalizare la premiile Grammy. De asemenea, a inclus trei șlagărele — „Ooh La La”, „Number 1” și „Ride a White Horse” — primul ocupând locul 1 în Spania, iar cel de-al doilea poziția cu numărul 9 în UK Singles Chart. În 2008 a început promovarea produsului Seventh Tree, ce marca o schimbare în stilul muzical abordat de formație, orientându-se spre o muzică ambientală. Precedat de comercializarea înregistrării „A&E”, albumul a debutat pe poziția secundă în Regatul Unit și a fost răsplătit cu un disc de aur. În 2010 au lansat al cincilea album de studio, Head First.

## Cariera muzicală

### 1999 — 2002: Formarea și debutul discografic

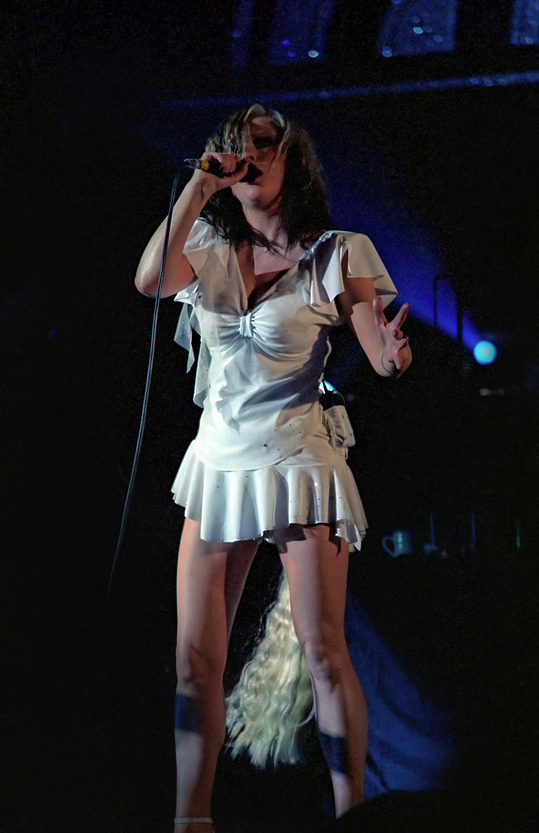
Goldfrapp purtând o coadă de cal în timpul unui concert din octombrie 2003

Interpreta Alison Goldfrapp și-a început cariera muzicale prin intermediul formației de muzică electronică Orbital, pentru care realiza acompaniament vocal. De asemenea, ea a colaborat cu artistul Tricky. În anul 1999, Goldfrapp l-a întâlnit pe Will Gregory, cu acesta urmând să stabilească o colaborare de lungă durată. Cel din urmă, a invitat-o pe solistă să înregistreze o melodie demonstrativă pentru coloana sonoără a unei producții cinematografice pentru a testa modul în care ei ar putea conlucra. În urma acestui eveniment, Gregory și interpreta au decis, la scurt timp, să întemeieze un grup muzical, acesta purtând numele de familie al lui Alison, respectiv, „Goldfrapp”. Formația nou creată a semnat un contract de promovare cu casa de discuri londoneză Mute Records în luna august a aceluiași an, urmând să înceapă înregistrările pentru primul material discografic de studio. Sesiunea a durat aproximativ șase luni, ea fiind desfășurată într-un bungalou din Wiltshire, Anglia.
Abordând un stil ce se baza pe muzica electronică, primul album al grupului a fost programat pentru lansare în toamna anului 2000. Produsul a fost precedat de promovarea cântecului „Lovely Head”, care nu s-a bucurat de succes în clasamentele britanice, nereușind să intre în primele două sute de trepte ale ierarhiei UK Singles Chart. Următoarele înregistrări ce au beneficiat de o extragere pe disc single, „Utopia” și „Human”, au înregistrat un parcurs similar. Materialul de proveniență, intitulat Felt Mountain a debutat pe locul 144 în Regatul Unit, grație celor 914 exemplare comercializate în primele șapte zile de disponibilitate. Acesta a urcat până pe treapta cu numărul 57 și s-a vândut în peste 175.000 de copii în țara natală a grupului, primind și un disc de aur. Materialul a fost aclamat de critica de specialitate, câștigând o serie de recenzii pozitive. În vara anului următor a fost lansată o versiune reeditată a cântecului „Utopia”, ce a purtat titulatura de „Utopia (Genetically Enriched)”. Compoziția a devenit primul șlagăr de top 75 al grupului în Regatul Unit și a fost urmat de o relansare a piesei „Lovely Head” (sub formă de single dublu alături de „Pilots”).

### 2003 — 2006: Creșterea popularității

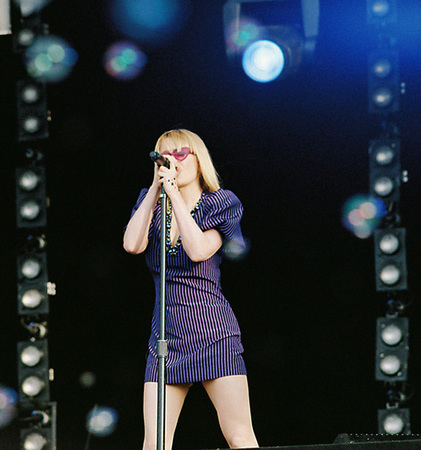
Alison Goldfrapp în timpul unui recital susținut în Londra (iunie 2006).

Cel de-al doilea album de studio al formației a fost lansat în aprilie 2003, el purtând titulatura de Black Cherry. El a fost precedat de promovare înregistrării „Train”, care a devenit prima intrare a grupului în primele patruzeci de trepte ale clasamentului UK Singles Chart. Materialul de proveniență a fost distribuit de lanțurile de magazine la doar două săptămâni distanță, el debutând pe locul 19 în ierarhia britanică, datorită celor aproximativ 15.000 de exemplare comercializate în primele șapte zile. Asemeni predecesorului său, Black Cherry a fost întâmpinat într-un mod pozitiv de critica de specialitate, obținând o serie de recenzii favorabile și calificative notabile. Al doilea extras pe single, „Strict Machine”, s-a dovedit a fi un bun predecesor pentru „Train”, el ocupând locul 20 în lista britanică. Acesta a beneficiat de o relansare un an mai târziu, noua versiune devenind un succes în clasamentele ce contorizează muzica dance din Statele Unite ale Americii. Ultimele cântece promovate, „Twist” și „Black Cherry”, au ajutat albumul de proveniență să își sporească numărul de unități comercializate, el fiind răsplătit cu un disc de platină în Regatul Unit, distincție ce reliefează vânzări de peste 300.000 de exemplare.
Black Cherry a fost urmat la doi ani de colecția Supernature, lansată în august 2005. Materialul constituie prima încercare a formației de a încorpora elemente specifice muzicii disco în compozițiile abordate, întregul proiect fiind inspirat din muzica realizată de solista Donna Summer sau formația New Order. Cântecul ce anunța promovarea unui nou album de studio semnat Goldfrapp a fost „Ooh La La”. Compoziția a fost descrisă de Music OMH ca fiind „senzațională” și a fost nominalizată la un premiu Grammy la categoria „Cea mai bună înregistrare dance”. „Ooh La La” a devenit și primul succes comercial al formației în Regatul Unit, ocupând locul 4 și prima înregistrare a grupului ce ajunge în vârful unui clasamentul național dintr-o țară străină, câștigând această distincție în Spania. „Number 1” a fost lansat ca primul single al albumului în S.U.A. și cel de-al doilea în Europa și Oceania, înregistrând performanțe similare cu cele ale predecesorului său. Supernature a debutat pe treapta secundă a ierarhiei britanice, mulțumită celor 52.976 de unități comercializate în primele șapte zile de disponibilitate. Promovarea a continuat prin intermediul altor înregistrări — „Ride a White Horse” și „Fly Me Away” — care au câștigat poziționări notabile. Materialul de proveniență a fost nominalizat și la un premiu Grammy, la categoria „Cel mai bun album de muzică electronică/dance”, însă nu a fost desemnat laureatul distincției. Cu toate acestea, Supernature s-a vândut în aproximativ un milion de exemplare la nivel global. De asemenea, în cea de-a doua parte a anului 2006, Goldfrapp a lansat în America de Nord un album de remixuri, intitulat We Are Glitter, care a beneficiat și de un extras pe single, „Satin Boys, Flaming Chic”.

### 2007 — 2008: Abordarea unui nou stil și «Seventh Tree»

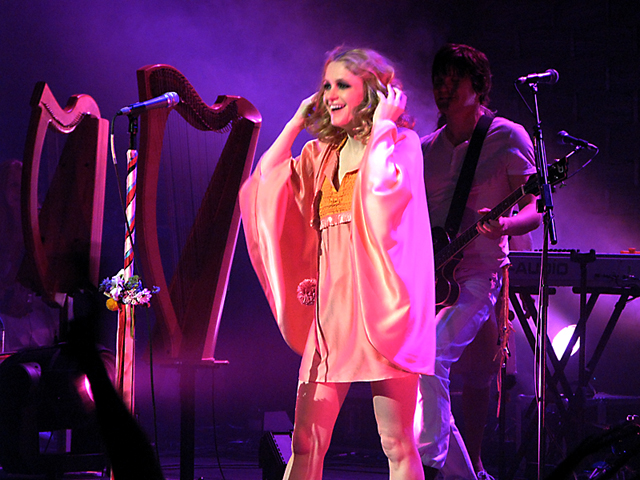
Alison Goldfrapp în timpul unui recital susținut în aprilie 2008.

Înregistrările pentru un nou album semnat Goldfrapp au luat startul odată cu încheierea turneului promoțiomnal pentru albumul Supernature. Materialul marchează o nouă schimbare de stil muzical întâlnită în cariera grupului, acesta optând pentru crearea unui grup de înregistrări bazate pe acustică și muzică ambientală. Solista Alison Goldfrapp a declarat în cadrul unui interviu faptul că, atât ea cât și Gregory, au dorit să dea naștere unor compoziții în care suportul vocal să nu fie acoperit de instrumental. Cu toate acestea, deși cei doi s-au arătat mulțumiți de rezultatul final, interpreta a declarat că nu vor renunța la elementele „artificiale” utilizate anterior. Discul single ce anunța promovarea albumului Seventh Tree a fost „A&E”. Compoziția a fost lansată atât în format CD, cât și în format digital, debutând pe locul 18 în ierarhia UK Singles Chart. O săptămână mai târziu, cântecul a avansat până pe locul 10, devenind cel de-al treilea șlagăr de top 10 al formației în Regatul Unit, după reușitele obținute de „Ooh La La” și „Number 1”. De asemenea, a devenit un nou hit de top 40 în Billboard Hot Dance/Club Play.
Seventh Tree a fost lansat în țara natală a formației la finele lunii februarie a anului 2008. Asemeni predecesorilor săi, materialul a fost apreciat într-un mod pozitiv de critica de specialitate, Digital Spy afirmând despre interpretă și album faptul că „[Alison] Goldfrapp [...] sună mai sexy ca niciodată: caldă, încrezătoare și confortabilă în pielea ei. Pentru acest motiv, Seventh Tree ar putea să fie cel mai bun album al formației de până acum”. Discul a debutat pe poziția secundă în UK Albums Chart — asemeni lui Supernature — lucru datorat celor 46.945 de exemplare comercializate în prima săptămână de la lansare, primind în final un disc de aur. În același timp, materialul a intrat în ierarhia americană Billboard 200, pe locul 48 (mulțumită unui număr de peste 15.000 de copii vândute), devenind prima intrare în top 50 a formației. Promovarea a continuat cu ajutorul altor înregistrări, printre care „Happiness”, „Caravan Girl” sau „Clowns”, toate câștigând clasări și vânzări mai slabe decât predecesorul său.

### 2009 — 2012: Albumul «Head First»

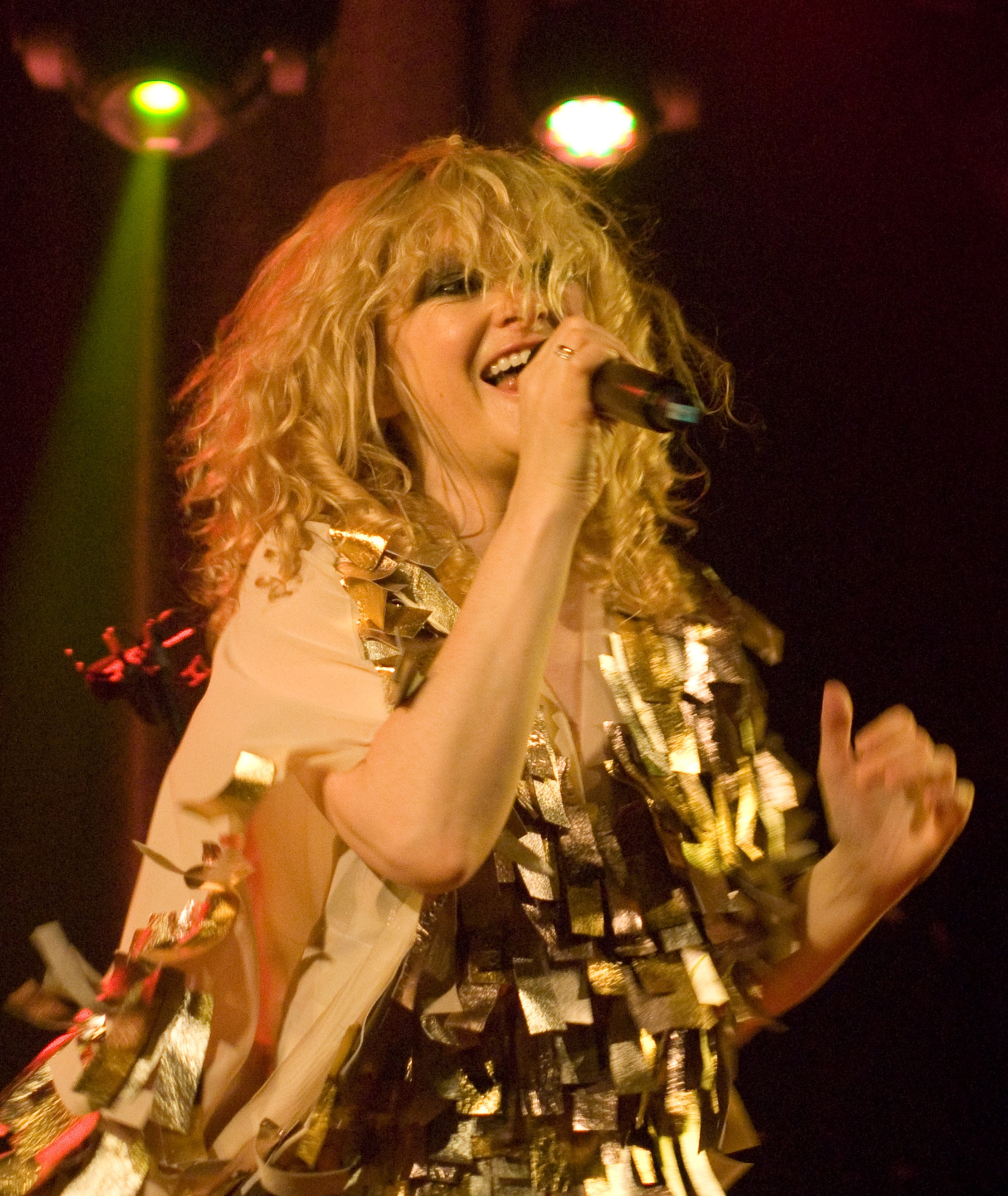
Goldfrapp în concert live la Oxford, 2010

În luna septembrie a anului 2009, Alison Goldfrapp a declarat că formația va începe înregistrările pentru un nou material discografic de studio. Albumul, intitulat Head First a fost programat pentru luna martie a anului următor, coperta fiind dezvăluită de artistă în primele zile ale anului 2010. Primul extras pe single al discului îl reprezintă compoziția „Rocket”, care a fost descris ca o combinație între primul stil abordat de grup, muzica electronică și cel adoptat pe materialul Seventh Tree. De asemenea, Gregory și Goldfrapp au colaborat cu interpreta americană Christina Aguilera, pentru care au realizat o serie de cântece ce se doresc a fi incluse pe albumul său Bionic. De asemenea, Adam Lambert a declarat faptul că și-a dorit să colaboreze cu formația pentru materialul său de debut, For Your Entertainment, exprimându-și totodată admirația față de Goldfrapp. „Rocket” a fost lansat cu două săptămâni înaintea albumului de proveniență, câștigând poziționări notabile în țări precum Austria, Germania sau Irlanda, în Regatul Unit nereușind să urce în top 40. În ciuda parcursului slab al primului single în ultima regiune, Head First a debutat pe locul șase în ierarhia britanică a albumelor, comercializându-se în peste 23.200 de exemplare în primele șapte zile de disponibilitate. De asemenea, albumul a debutat pe locul patruzeci și cinci în Billboard 200 — cu trei locuri mai sus decât Seventh Tree — în conformitate cu previziunile ce îl plasau pe o treaptă notabilă a clasamentului. Al doilea extras pe single, „Alive”, urma să fie lansat pe data de 24 mai 2010 în Regatul Unit, însă comercializarea a început doar pe 7 iunie. Înregistrarea s-a bucurat de succes în S.U.A., unde a câștigat locul întâi în ierarhia Billboard Hot Dance Club Play, devenind cel de-al cincilea single al grupului ce obține această performanță. Al treilea extras pe single — „Believer” — a fost distribuit începând cu luna septembrie a anului 2010.

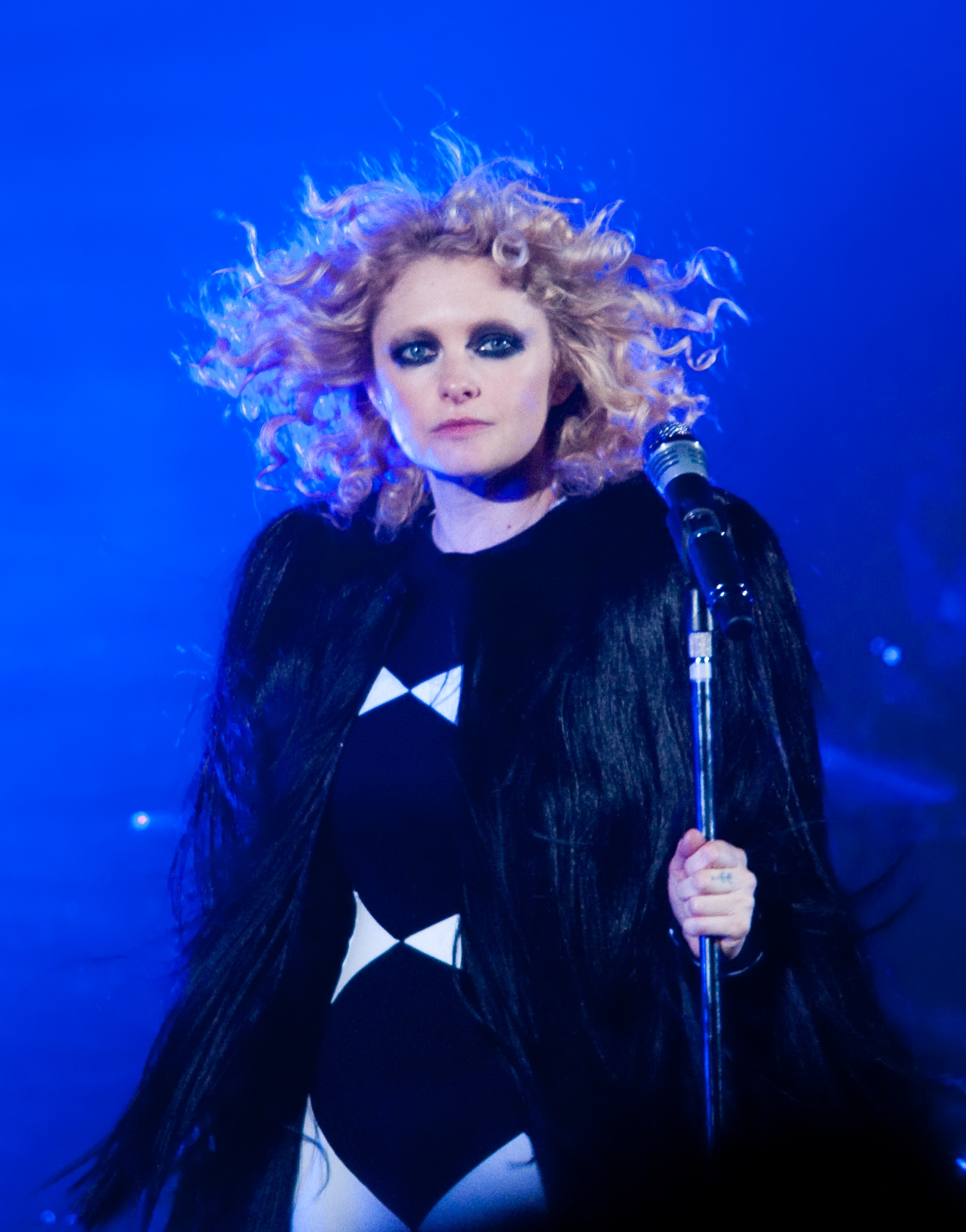
Goldfrapp în 2010

În februarie 2012, Goldfrapp a lansat compilația The Singles. Pe lângă piese de pe alte albume, aceasta conținea două cântece noi.

### 2013 — prezent:Tales of Us
La mijlocul lunii iunie, Goldfrapp a anunțat lansarea celui de-al șaselea album, Tales of Us, care a avut loc pe 9 septembrie 2013. Albumul conține zece piese, care, cu excepția lui „Stranger”, au primit nume de persoane sau de animale. Goldfrapp a confirmat pe Twitter că melodiile lor se vor întoarce la tonalitățile mai calme, similare cu cele ale piesei de debut, Felt Mountain și a materialului Seventh Tree, lansat în 2008. Albumul a fost primit cu recenzii în general pozitive, având o medie de 74 de puncte din 100, bazată pe 25 de recenzii. Odată cu lansarea acestui album a fost relansat și site-ul formației cu un videoclip regizat de Lisa Gunning prin care se anunțau datele la care va avea loc Turneul Tales of Us. „Drew”, primul single de pe album, a fost lansat pe 2 septembrie 2013. Acesta a putut fi ascultat în premieră în cadrul emisiunii matinale BBC Radio 6 Music. Tales of Us a debutat pe locul al patrulea în clasamentul, fiind vândute în prima săptămână 13.817 de copii, acesta fiind al patrulea album consecutiv al formației Goldfrapp, care se clasează în primele zece albume la lansare. În următoarea săptămână a căzut pe locul al nouăsprezecelea, vânzându-se numai 4.484 de unități. La nivel mondial, Tales of Us s-a clasat printre primele zece locuri în Belgia, Germania și Elveția, și primele douăzeci în Australia, Irlanda, Olanda, Norvegia și Portugalia.
În iulie 2015, Alison Goldfrapp a postat un mesaj pe Twitter prin care anunța că formația s-a întors în studio pentru a lucra la cel de-al șaptelea album, dar că nu poate da o dată exactă pentru lansare, aceasta fiind planificată pentru anul 2017. Albumul, intitulat Silver Eye, va fi lansat la data de 31 martie 2017 de către casa de discuri Mute Records.

## Discografie
| Albume de studio - Felt Mountain (2000) - Black Cherry (2003) - Supernature (2005) - Seventh Tree (2008) - Head First (2010) - Tales of Us (2013) - Silver Eye (2016) | Alte albume - We Are Glitter (2006) — album de remixuri - Live Session (2006) — album live - iTunes Originals – Goldfrapp (2008) — album live - The Singles (2012) — compilație |